# 秋山みほ
秋山 みほ（あきやま みほ、1978年7月23日 - ）は、日本の元AV女優。

## 略歴
- 1998年 - 『無邪気な恋』でAVデビュー。

## 作品

### アダルトビデオ
- 無邪気な恋（1998年2月24日、シャイ企画）
- 女子校生飼育手帳1悦虐の堕天使みほ18歳（1998年3月13日、アートビデオ）
- 鬼畜輪姦10（1998年7月、アタッカーズ)
- 女子校生蛇縛輪姦2（1998年7月、アタッカーズ）
- 放課後の密戯（1998年8月11日、アートビデオ）
- 美麗奴マゾクラブ2（1998年12月、アートビデオ）
- Angel 秋山みほ（1999年4月1日、アイデアポケット）
- クライマックスダイジェスト乱舞'99-1（1999年11月、アートビデオ）
- クライマックスダイジェスト淫らな堕天使たち'99-2（1999年12月10日、アートビデオ）
- 嗜痛愛を昇りつめる女たちアルゴラグニア6（2001年3月、アートビデオ）
- AngelDVD 秋山みほ・舞田奈美（2001年11月1日、アイデアポケット）
- 蛇縛輪姦DVD女子校生Select（2002年4月15日、アタッカーズ)
- 若妻どれいDVD PERFECT COLLECTION（2002年9月20日、シャイ企画]）
- アイドル1ダース（2003年5月16日、シャイ企画）
- 死夜悪アンソロジー2（2003年7月8日、アタッカーズ)
- 蛇縛アンソロジー1（2003年10月8日、アタッカーズ)
- 女子校生蛇縛輪姦DX（2004年11月8日、アタッカーズ)
- 女子校生監禁陵辱鬼畜輪姦COMPLETE BOX2（2006年8月7日、アタッカーズ)
- 同性愛 女子大生の恋人達 秋山みほ（20才) 流川瞬 (20才) (年不明、メーカー ＳＨＡＮＡＮＡ)